# WTA-toernooi van Wellington
Het WTA-toernooi van Wellington is een voormalig tennistoernooi voor vrouwen dat van 1988 tot en met 1992 plaatsvond in de Nieuw-Zeelandse hoofdstad Wellington. De officiële naam van het toernooi was Fernleaf Butter Classic.
De WTA organiseerde het toernooi, dat in de categorie "Tier V" viel en werd gespeeld op hardcourt.
Er werd door 32 deelneemsters per jaar gestreden om de titel in het enkelspel, en door 16 paren om de dubbelspeltitel. Aan het kwalificatietoernooi voor het enkelspel namen maximaal 32 speelsters deel, met vier plaatsen in het hoofdtoernooi te vergeven.

## Officiële namen
| 1988–1989 | Fernleaf Classic               |
| 1990      | Fernleaf International Classic |
| 1991–1992 | Fernleaf Butter Classic        |

## Enkel- en dubbelspeltitel in één jaar
| speelster         | in het jaar |
| ----------------- | ----------- |
| Jill Hetherington | 1988        |

## Finales

### Enkelspel
| Datum      | Naam                    | Cat.   | ($)     | Ondergrond        | Winnares          | Verliezend finaliste | Uitslag       |         |
| ---------- | ----------------------- | ------ | ------- | ----------------- | ----------------- | -------------------- | ------------- | ------- |
| 1988-02-01 | Fernleaf Classic        | Tier V | 50.000  | hardcourt, buiten | Jill Hetherington | Katrina Adams        | 6-1, 6-1      | details |
| 1989-02-06 | Fernleaf Classic        | Tier V | 50.000  | hardcourt, buiten | Conchita Martínez | Jo-Anne Faull        | 6-1, 6-2      | details |
| 1990-02-05 | Fernleaf Int'l Classic  | Tier V | 75.000  | hardcourt, buiten | Wiltrud Probst    | Leila Meschi         | 1-6, 6-4, 6-0 | details |
| 1991-02-04 | Fernleaf Butter Classic | Tier V | 100.000 | hardcourt, buiten | Leila Meschi      | Andrea Strnadová     | 3-6, 7-6, 6-2 | details |
| 1992-02-03 | Fernleaf Butter Classic | Tier V | 100.000 | hardcourt, buiten | Noëlle van Lottum | Donna Faber          | 6-4, 6-0      | details |

### Dubbelspel
| Datum      | Naam                    | Cat.   | ($)     | Ondergrond        | Winnaressen                        | Verliezend finalistes             | Uitslag       |         |
| ---------- | ----------------------- | ------ | ------- | ----------------- | ---------------------------------- | --------------------------------- | ------------- | ------- |
| 1988-02-01 | Fernleaf Classic        | Tier V | 50.000  | hardcourt, buiten | Patty Fendick Jill Hetherington    | Belinda Cordwell Julie Richardson | 6-3, 6-3      | details |
| 1989-02-06 | Fernleaf Classic        | Tier V | 50.000  | hardcourt, buiten | Elizabeth Smylie Janine Tremelling | Tracey Morton Heidi Sprung        | 7-6, 6-1      | details |
| 1990-02-05 | Fernleaf Int'l Classic  | Tier V | 75.000  | hardcourt, buiten | Natalia Medvedeva Leila Meschi     | Michelle Jaggard Julie Richardson | 6-3, 2-6, 6-4 | details |
| 1991-02-04 | Fernleaf Butter Classic | Tier V | 100.000 | hardcourt, buiten | Jo-Anne Faull Julie Richardson     | Belinda Borneo Clare Wood         | 2-6, 7-5, 7-6 | details |
| 1992-02-03 | Fernleaf Butter Classic | Tier V | 100.000 | hardcourt, buiten | Belinda Borneo Clare Wood          | Jo-Anne Faull Julie Richardson    | 6-0, 7-6      | details |

ITF-toernooien (mannen en vrouwen)

ATP-toernooien (mannen) – ATP-seizoen 2025

WTA-toernooien (vrouwen) – WTA-seizoen 2025

Voormalige toernooien mannen
Voormalige toernooien vrouwen
Voormalige amateurtoernooien